# Secret de famille (pièce de théâtre)
Pour les articles homonymes, voir Secret de famille (homonymie).
Secret de famille est une pièce de théâtre d'Éric Assous, mise en scène par Jean-Luc Moreau, assisté d'Anne Poirier-Busson, et représentée pour la première fois au Théâtre des Variétés le 30 octobre 2008, puis jouée en tournée.

## La pièce

### Histoire
Pierre, un parolier à succès, a élevé son fils, Quentin, seul. Ce dernier est fou amoureux de Clémence, qu'il doit épouser. Clémence n'est cependant pas pressée de l'épouser car son cœur bat davantage pour Pierre, à qui elle a décidé de tout avouer. Pierre succombera-t-il aux avance de la fiancée de son fils ?

### Distribution
- Michel Sardou : Pierre, le père de Quentin
- Davy Sardou : Quentin, le fils de Pierre
- Laurent Spielvogel : Sylvain, l'ami et collègue de Pierre
- Mathilde Penin (à Paris), puis Chloé Berthier (en tournée) : Clémence
- Élisa Servier : Edwige
- Rita Brantalou : Régis

### Équipe technique et production
- Mise en scène : Jean-Luc Moreau, assisté de Anne Poirier-Busson
- Décor : Charlie Mangel
- Lumières : Jacques Rouveyrollis, assisté par Jessica Duclos
- Illustration musicale : Sylvain Meyniac
- Styliste : Gilles Neveu
- Maquillage Michel Sardou : Bénédicte Goussaud

## Genèse

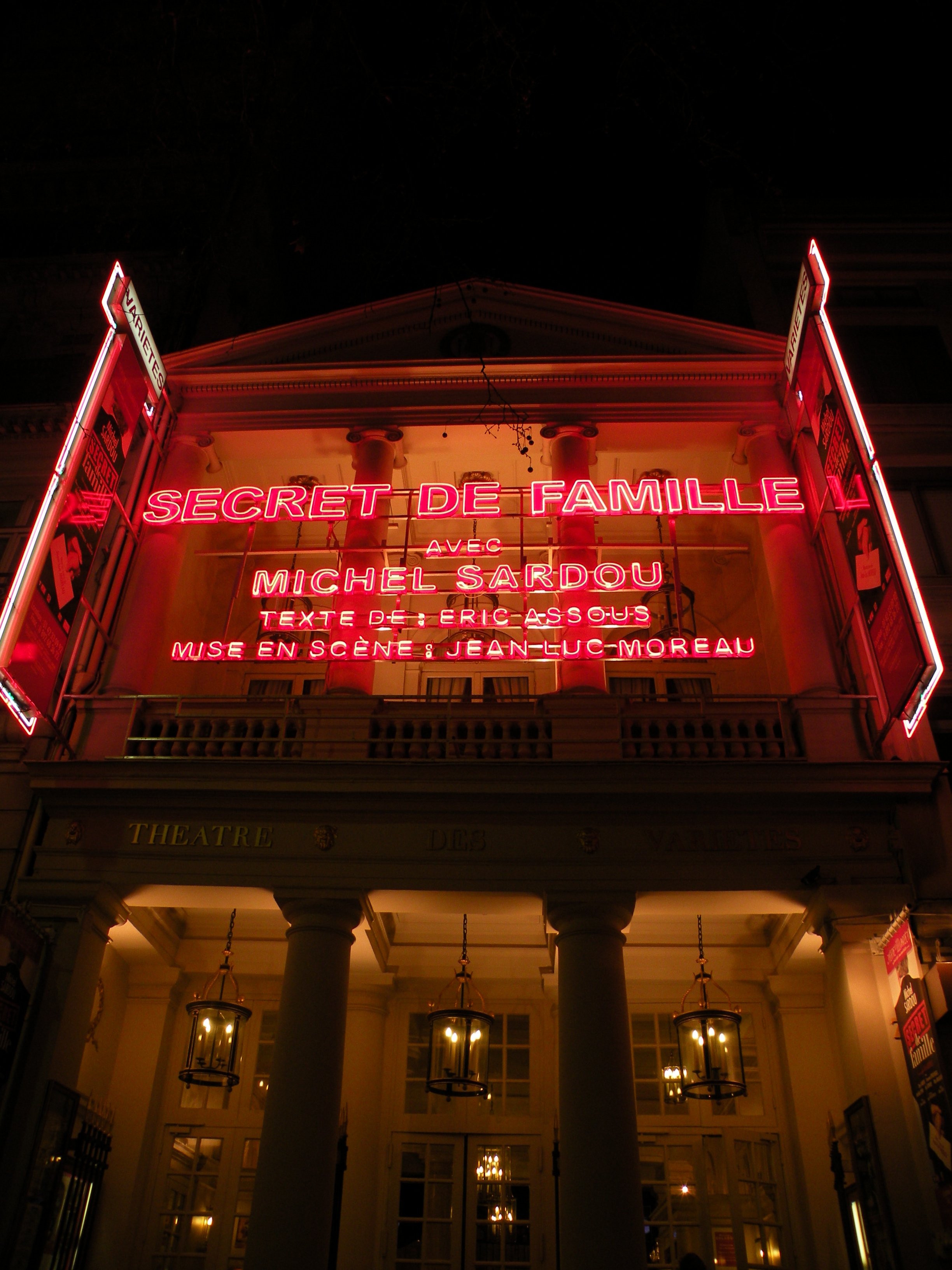
Le Théâtre des Variétés

C'est Davy Sardou qui a demandé à Éric Assous, avec qui il travaillait, s'il n'avait pas une idée de pièce de théâtre pour son père. Assous a donc écrit la pièce pour Michel Sardou et a imaginé que son fils pourrait y jouer également. Michel Sardou préfère d'ailleurs jouer des créations, plutôt que reprendre un rôle déjà joué par un autre comédien.

## Autour de la pièce
C'est la deuxième fois que Michel et Davy Sardou jouent ensemble après L'Homme en question de Félicien Marceau, où Davy jouait le rôle de son père, jeune. Cette fois, il joue le fils du personnage joué par son père.

## Représentations
La pièce fut jouée à Paris, au Théâtre des Variétés du 1er octobre 2008 au 4 janvier 2009, puis en tournée à travers la France, la Belgique et la Suisse, du 30 septembre 2009, au Théâtre du Casino à Enghien-les-Bains, au 22 décembre 2009, au Palais des congrès de Strasbourg. Chloé Berthier a repris le rôle de Mathilde Penin pendant la tournée.  Le reste de la distribution est resté inchangée.